# Zizi Possi
Maria Izildinha Possi (São Paulo, 28 de março de 1956), mais conhecida como Zizi Possi, é uma cantora e compositora brasileira. Além de ter sucessos inclusive com canções em italiano, é mãe de outra cantora, Luiza Possi.

## Biografia
Batizada Maria Izildinha em homenagem à Santa Menina Izildinha, Zizi é descendente de italianos de Nápoles. É paulistana do bairro do Brás, típico reduto de imigrantes italianos. De formação musical erudita, dos 5 aos 7 anos de idade, estudou piano e canto; em 1973 mudou-se para a Salvador (Bahia) com o irmão, José Possi Neto, prestou vestibular para  Composição e Regência na Escola de Música (UFBA). Após dois anos de curso, abandonou a faculdade e iniciou-se num curso de teatro, na mesma época em que participou da montagem do musical Marilyn Miranda. Em um projeto para a prefeitura soteropolitana, trabalhou como professora de música para crianças — filhos de prostitutas no Pelourinho —, gravou jingles comerciais e participou de especiais da televisão local. O irmão deixou o Brasil quando ganhou uma bolsa de trabalho para Nova York, e Zizi agora sozinha na Bahia, rumava para o Rio de Janeiro : "Quando vi o avião sumindo no ar, entendi que minha vida estava por minha conta. Me deu uma solidão… E percebi que a Bahia já não fazia mais esse sentido todo para mim. Meu irmão já não estava mais lá e, profissionalmente, eu já tinha feito tudo que podia”.

### Década de 1970
Em 1978, já morando no Rio de Janeiro, sobrevivia fazendo tradução do italiano para o português; até que Roberto Menescal (então produtor da gravadora Philips) deixou um recado debaixo da porta, onde morava com mais sete meninas: “Olhei o bilhete e pensei: ‘Esse cara não é da bossa nova? Será que ele quer que eu também faça backing vocal para ele? Quando atenderam o telefone era "da Phillips"....e eu pensei: ué, será que o R. Menescal trabalha numa loja de Departamentos?".
Zizi assinou contrato com a gravadora Philips, mais tarde Polygram (atualmente Universal Music), que lançaria quase todos os discos. Aos 22 anos, gravou o primeiro LP, Flor do Mal (1978), e o primeiro grande sucesso foi a canção Pedaço de Mim, faixa de um disco de Chico Buarque, autor da canção interpretada num dueto, que também daria título ao segundo álbum da carreira, datado de 1979, no qual outras duas canções se destacariam: "Nunca" e "Luz e mistério".

### Década de 1980
Paralelamente ao lançamento do disco e espetáculo Um Minuto Além (1981), ganhou o primeiro prêmio, de cantora-revelação pela Associação Paulista de Críticos de Arte (APCA), Dê um Rolê (1984) e Amor e Música (1987). Os discos nesta época tinham uma linha comercial e as canções para trilha sonoras de telenovelas atendiam a tendências mercadológicas, o que caracterizava de uma maneira geral a produção musical dos anos 1980.

### Asa morena
Em 1982 gravou a canção que seria um dos maiores sucessos da carreira, Asa Morena, do disco homônimo. O grande sucesso de Asa Morena trouxe o primeiro disco de ouro. Do disco homônimo lançado em 1982, foi um sucesso radiofônico e comercial e considerada uma das 100 canções mais populares do século XX. O cantor e compositor Gonzaguinha compôs especialmente para a sua voz a canção "Viver, amar, valeu", gravada no mesmo disco.
Originalmente idealizado para a montagem do ballet teatro do Balé Teatro Guaíra (Curitiba, 1982), o espetáculo O Grande Circo Místico foi lançado em 1983. Zizi integrou o grupo seleto de intérpretes que viajaram o país apresentando a peça, um dos maiores e mais completos espetáculos teatrais já apresentados, para uma plateia de mais de duzentas mil pessoas. Zizi interpretou a canção-tema O Grande Circo Místico, composta pela dupla Chico Buarque e Edu Lobo. O espetáculo conta a história de amor entre um aristocrata e uma acrobata e a saga da família austríaca proprietária do Circo Knie, que vagava pelo mundo nas primeiras décadas do século. Edu Lobo é um dos compositores com quem Zizi tem grande afinidade, com uma presença frequente nas obras, a exemplo das trilhas dos musicais Ópera do Malandro e Cambaio e dos balés A dança da meia lua e O grande circo Místico :
"Ela faz disparar o coração das pessoas. Qualquer ideia que a Zizi tiver na vida eu vou sempre querer fazer com ela" (Edu Lobo) 
Valendo-se ainda do filão engajado da pós-ditadura e feminismo, cantou no coro da versão brasileira de We Are the World, o hit americano que juntou vozes e levantou fundos para a África com o projeto USA for Africa. O projeto Nordeste Já (1985), abraçou a causa da seca nordestina, unindo 155 vozes num compacto, de criação coletiva, com as canções Chega de mágoa e Seca d´água. Elogiado pela competência das interpretações individuais, foi no entanto criticado pela incapacidade de harmonizar as vozes e o enquadramento de cada uma delas no coro.
A época foi marcada também por larga exposição da vida pessoal ao lado da cantora e compositora Ângela Ro Ro; a mídia sensacionalista explorou o relacionamento à exaustão e a canção "Escândalo" (Caetano Veloso) foi gravada por Ro Ro sobre o episódio e lançada como faixa-título do disco (1981).
Em 1986 lançou aquele que foi um dos grandes sucessos, Perigo, que integrou a trilha sonora da novela Selva de Pedra (Rede Globo), que a torna extremamente popular em todo o país. Em 1989 lançou aquele que é considerado por muitos, inclusive pela própria cantora [carece de fontes?], um dos melhores discos: Estrebucha Baby — trabalho que marcou o afastamento do padrão comercial radiofônico da época, recebido com frieza e que foi um fracasso comercial [carece de fontes?]. A época também definiu a saída da gravadora, o fim do casamento de 6 anos com o produtor musical Líber Gadelha (fundador, em 1997, da gravadora independente Indie Records) e pai da filha, Luíza Possi, e o retorno à cidade natal, São Paulo.

### Década de 1990
O espetáculo temático Sobre Todas as Coisas permaneceu em cartaz por dois anos e o repertório deste reunia canções consagradas entre outras do repertório do disco anterior. O grande sucesso deste acabou por originar o álbum homônimo, lançado em 1991 pela pequena gravadora Eldorado, em formato acústico; os músicos que a acompanham são Marcos Suzano (percussão), o multi-instrumentista Lui Coimbra (violoncelo, alternando-se com violão e charango), Jether Garotti Júnior e as participações especiais de Alex Meireles e Pier Francesco Maestrini (piano). Esta ideia soou como inusitada, surpreendente e inovadora à época [carece de fontes?].
O CD, relançado em 2006, com uma tiragem limitada de mil cópias, foi um sucesso instantâneo -apesar de não veiculado pela imprensa, pois representou, esteticamente, uma mudança radical e vendeu mais que os discos até então. Concorrendo com Marisa Monte e Leny Andrade, por esse álbum ganhou dois prêmios: o extinto Prêmio Sharp (atual Prêmio Tim de Música) e pela APCA, de melhor cantora e melhor CD de MPB em 1991. Sobre Todas as Coisas foi reconhecido posteriormente como um divisor de águas na carreira. Devido ao afastamento da linha comercial e a transferência para essa gravadora independente onde conquistou maior liberdade na escolha do repertório, os trabalhos estavam desacreditados e com baixa expectativa de venda, mas a vendagem surpreendeu e o disco foi muito elogiado pela crítica especializada, onde explorou influências mais densas e teatrais, enquanto o subsequente era mais leve e jazzístico.

#### Valsa Brasileira,Prêmio Sharp(ouPrêmio Tim de Música)
O segundo trabalho nesse caminho foi Valsa Brasileira (1993), lançado desta vez pela independente Velas, fundada por Ivan Lins e o parceiro Vítor Martins. O repertório trouxe regravações de canções pouco conhecidas de compositores consagrados, com destaque para a faixa-título, de autoria da dupla Chico Buarque e Edu Lobo, tal como fizera com a faixa-título do trabalho anterior, também da dupla de compositores. A partir de então, ambas as canções seriam regravadas em voga por toda a MPB. Com este álbum, que simulou uma incursão pelos arranjos eletrônicos, conquistou novamente o Prêmio Sharp de melhor disco de MPB, entrando no rol das grandes cantoras deste gênero. Valsa Brasileira também foi muito elogiado pela crítica especializada, devido ao repertório seletivo, cuidados técnicos e arranjos apurados. O espetáculo originado deste disco também obteve relevante sucesso, com uma marca personalista e desviando-se do padrão mercadológico vigente. Ganhou o prêmio de melhor cantora de 1993 pela APCA.

#### Per Amore
A última obra da trilogia acústica intitula-se Mais Simples (1996), que marca o retorno à mesma gravadora multinacional da qual havia saído sete anos antes e o repertório apresentava canções consagradas e pouco conhecidas da MPB e do samba entre outras canções inéditas de compositores novatos e pouco conhecidos. O sucesso de vendagem voltaria quando do lançamento da primeira produção totalmente em uma língua estrangeira, Per Amore (1997), no qual interpretou clássicos da música italiana e garantiu à cantora um disco de ouro, um de platina e um duplo de platina. O maior sucesso do disco foi a faixa-título, originalmente gravada pelo tenor italiano Andrea Bocelli, que fez parte da trilha sonora da novela 'Por Amor', de Manoel Carlos (Rede Globo), impulsionando o repertório e as vendas, composto basicamente de canções napolitanas pouco comerciais. A ideia da gravação surgiu da comemoração das bodas de ouro dos pais, naquele mesmo ano —e também por ser neta de italianos. A faixa-título do disco acabou se tornando sua canção-assinatura, tal como seus outros hits como Asa Morena, Perigo e A Paz.
Nessa época, apostou numa maior diversificação de presenças nos espetáculos, percorrendo gerações variadas -e conquistou o Troféu Imprensa de melhor cantora do ano.[carece de fontes?] Devido ao sucesso do primeiro álbum, lançou o segundo álbum em italiano, Passione (1998), considerado a continuação do anterior, cuja vendagem garantiu novamente um disco de ouro. A retomada do repertório brasileiro ocorre no álbum seguinte: Puro Prazer (1999), no qual concretizou um antigo projeto de gravar voz e piano. Tendo como destaque a gravação de Disparada e concorrendo pelo prêmio Grammy Latino com a cantora argentina Mercedes Sosa, uma das cantoras que maior influência exerceu na carreira [carece de fontes?]; no entanto, a colombiana Shakira venceu na categoria. O repertório apresentou regravações dos antigos sucessos entre outras canções consagradas e outras inéditas na voz, comemorando os dez anos de parceria entre a cantora e o pianista e maestro Jetther Garotti Júnior.

### Anos 2000
A pedido de Marcelo Castelo Branco, presidente da Universal Music, lançou Bossa, no qual regravou canções nacionais e internacionais, de outros gêneros neste estilo. O disco, na contramão do que a gravadora havia proposto, não teve nenhum lançamento oficial nem qualquer trabalho por parte da empresa para divulgação ou distribuição. As apresentações de lançamento em SP e RJ foram financiadas pela própria cantora. Isso causou uma crise com a gravadora Universal e a cantora solicitou veementemente o desligamento da empresa, o que ocorreu ao final da temporada na casa de espetáculos Canecão (RJ, 2002). Esta crise de credibilidade de apalavramento entre a empresa e a cantora a levou a desistir definitivamente de longos contratos com gravadoras. Em decorrência de problemas familiares e de um processo de depressão, afasta-se dos palcos, durante aproximadamente três anos.
Em 2000 a Universal Music lançou a caixa tripla Três vezes Zizi, dos discos em italiano e ainda Puro Prazer, devido ao total de um milhão de cópias que os três venderam em conjunto. Nesse mesmo ano, a gravadora relançou os discos gravados na primeira fase, pela série Tudo e foi premiada na Itália em 2003 no Prêmio Carosone Internazionale. O retorno aos palcos ocorreu com o lançamento: Para Inglês ver e Ouvir (2005) com clássicos da música internacional, norte-americana e inglesa. O projeto, surgido com o repertório selecionado pela cantora para atender ao convite da casa paulistana de espetáculos noturnos Bourbon Street, foi gravado no Teatro Frei Caneca (São Paulo). Entre os méritos este conta ser o primeiro disco ao vivo lançado em 27 anos de carreira, o primeiro em inglês e o segundo DVD lançado, após Per Amore (originalmente lançado em VHS em 1998).
Em 2007 cantou na abertura dos Jogos Mundiais Militares, ao lado de Toquinho, Jorge Aragão, Alcione e a banda Paralamas do Sucesso.

#### Cantos e Contos
Em 2008 lançou Cantos e Contos na casa paulista Tom Jazz, comemorando os 30 anos de carreira. As apresentações foram realizadas ao lado de colegas com quem mantém afinidade musical : Alcione, Alceu Valença, João Bosco, Eduardo Dusek, entre outros; da nova geração a cantora Luíza Possi e Ana Carolina. Dois anos depois, em 2010 foram lançados pela gravadora Biscoito Fino dois DVDs de forma avulsa, que apresentam os 39 números captados em 12 apresentações entre março e maio de 2008.
Participou do álbum Elas Cantam Roberto Carlos; gravado ao vivo, lançado em CD e DVD em 2009, no qual vinte cantoras brasileiras homenageiam os 50 anos de carreira do cantor Roberto Carlos.
Em 2011 a Parada LGBT Rio de Janeiro teve como canção-tema um dos sucessos da carreira, "A Paz".

## Carreira

### Sucessos
Ao longo da carreira consagrou-se como cantora popular com sucessos como: "Pedaço de mim" (Chico Buarque), "Nunca", "Luz e Mistério", "Meu amigo meu herói" (Gilberto Gil), "Caminhos de sol" (Herman Torres/Salgado Maranhão), "Engraçadinha", "Eu velejava em você", "O amor vem pra cada um" (George Harrison/versão Beto Fae), "Dê um rolê", "Per amore", "Perigo" (Nico Rezende/Paulinho Lima), "Esquece e vem", "Noite", "A Paz" (Gilberto Gil/João Donato), "Toda uma história" (Zizi Possi/Luiz Avelar) e principalmente "Asa morena" (Zé Caradípia).

### Influências
Entre as vozes que mais admira cantando: Ella Fitzgerald, Caetano Veloso; apreciadora da música erudita, ouve as sopranos Renée Fleming, Angela Gheorghiu, música instrumental clássica e moderna, Luiza Possi, Paulinho Moska, Rolando Boldrin, Jethro Tull, Eric Clapton.

## Discografia

### Álbuns de estúdio
| Ano  | Álbum                    | Certificações      | Vendas      |
| ---- | ------------------------ | ------------------ | ----------- |
| 1978 | Flor do Mal              |                    |             |
| 1979 | Pedaço de Mim            |                    |             |
| 1980 | Zizi Possi               |                    |             |
| 1981 | Um Minuto Além           |                    |             |
| 1982 | Asa Morena               | - : Ouro           | - : 80,000  |
| 1983 | Pra Sempre e Mais um Dia |                    |             |
| 1984 | Dê um Rolê               |                    |             |
| 1986 | Zizi                     |                    |             |
| 1987 | Amor e Música            |                    |             |
| 1989 | Estrebucha Baby          |                    |             |
| 1991 | Sobre Todas as Coisas    |                    | - : 40,000  |
| 1993 | Valsa Brasileira         |                    | - : 70,000  |
| 1996 | Mais Simples             |                    |             |
| 1997 | Per Amore                | - : PMB 2× Platina | - : 800,000 |
| 1998 | Passione                 | - : PMB Ouro       | - : 150,000 |
| 1999 | Puro Prazer              | - : PMB Ouro       | - : 100,000 |
| 2001 | Bossa                    |                    |             |

### Álbuns ao vivo
| Ano  | Álbum                      |
| ---- | -------------------------- |
| 2005 | Para Inglês Ver... e Ouvir |
| 2014 | Tudo Se Transformou        |

### EPs
| Ano  | Álbum         |
| ---- | ------------- |
| 2016 | O Mar Me Leva |

### Álbuns de vídeo
| Ano  | Álbum                      | Certificações |
| ---- | -------------------------- | ------------- |
| 1998 | Per Amore Ao Vivo          | - : PMB Ouro  |
| 2005 | Para Inglês Ver... e Ouvir |               |
| 2010 | Cantos e Contos, Vol. 1    |               |
| 2010 | Cantos e Contos, Vol. 2    |               |

Trilhas sonoras
| Ano  | Canção                                      | Álbum                            | Nota                                       |
| ---- | ------------------------------------------- | -------------------------------- | ------------------------------------------ |
| 1978 | "Magia"                                     | Roda de Fogo                     | Tema geral                                 |
| 1978 | "Vida Noturna"                              | Salário Mínimo                   | Tema geral                                 |
| 1979 | "A Força"                                   | O Todo poderoso                  | Tema geral                                 |
| 1980 | "Nunca"                                     | Olhai os Lírios do Campo         | Tema de Thaís de Andrade                   |
| 1980 | "Meu Amigo, Meu Herói"                      | Plumas e Paetês                  | Tema de Elizabeth Savalla                  |
| 1981 | "Eu Velejava em Você"                       | Jogo da Vida                     | Tema de Glória Menezes                     |
| 1981 | "Agora Só Falta Você"                       | Os Adolescentes                  | Tema geral                                 |
| 1982 | "Asa Morena"                                | Campeão                          | Tema geral                                 |
| 1983 | ''É A Vida Que Diz''                        | Guerra dos Sexos                 | Tema geral                                 |
| 1983 | "Renascer"                                  | Pão Pão, Beijo Beijo             | Tema geral                                 |
| 1984 | "Dê um Rolê"                                | Corpo a Corpo                    | Tema geral                                 |
| 1984 | "Silvana"                                   | Vereda Tropical                  | Tema geral                                 |
| 1986 | "Perigo"                                    | Selva de Pedra                   | Tema geral                                 |
| 1987 | "A Paz"                                     | Mandala                          | Tema de Lúcia Veríssimo                    |
| 1988 | "Vida de Bailarina"                         | Vida Nova                        | Tema geral                                 |
| 1989 | "Não Minto pra mim"                         | Cortina de Vidro                 | Tema geral                                 |
| 1989 | ''Dedicado a Você''                         | O Sexo dos Anjos                 | Tema de Adriano e Isabela                  |
| 1989 | "Renascer"                                  | Que Rei Sou Eu?                  | Tema de Cláudia Abreu                      |
| 1993 | "Não tem solução"                           | Olho no Olho                     | Tema geral                                 |
| 1994 | "Lamentos"                                  | Éramos Seis                      | Tema geral                                 |
| 1995 | "Eu te Amo"                                 | Cara & Coroa                     | Tema geral                                 |
| 1996 | "Mais Simples"                              | Salsa e Merengue                 | Tema geral                                 |
| 1998 | "Per Amore"                                 | Por Amor                         | Tema de Regina Duarte e Antônio Fagundes   |
| 1999 | "Canzone Per Te"                            | Suave Veneno                     | Tema de Irene Ravache                      |
| 1999 | "Lacreme Napulitane/Vurria"                 | Passione                         | Tema geral                                 |
| 2001 | "Dueto (com Chico Buarque)"                 | Amores Possíveis                 | Tema de filme                              |
| 2001 | "Eu só Sei Amar Assim"                      | O Clone                          | Tema geral                                 |
| 2003 | "Passione"                                  | A Casa das Sete Mulheres         | Tema de minissérie                         |
| 2004 | "Caminhos Cruzados"                         | Metamorphoses                    | Tema de Francisca Queiroz e Paulo Betti    |
| 2005 | "Love for Sale"                             | Belíssima                        | Tema geral                                 |
| 2006 | "Ponteio" (com Edu Lobo)                    | Cidadão Brasileiro               | Tema de abertura                           |
| 2006 | "Eu Ando OK (Ridin' High)"                  | Pé na Jaca                       | Tema de abertura                           |
| 2006 | "Nunca"                                     | JK                               | Tema geral                                 |
| 2008 | "Rosa dos Ventos"                           | Os Mutantes: Caminhos do Coração | Tema geral                                 |
| 2011 | "Não dá Mais pra Segurar (Explode Coração)" | A Vida da Gente                  | Tema de Ângelo Antônio e Malu Galli        |
| 2013 | "Cacos de Amor" (com Luiza Possi)           | Flor do Caribe                   | Tema de Grazi Massafera e Henri Castelli   |
| 2013 | "Beatriz"                                   | Joia Rara                        | Tema de Mariana Ximenes                    |
| 2014 | "O Amor"                                    | Alto Astral                      | Tema de Marianna Armellini e Gabriel Godoy |
| 2015 | "De Manhã"                                  | Animal                           | Tema de filme                              |
| 2015 | "Mania"                                     | Babilônia                        | Tema de Tainá Müller e Thiago Fragoso      |
| 2016 | "Tenha Pena de Mim"                         | Êta Mundo Bom! Vol. 2            | Tema geral                                 |
| 2017 | "Faltavam seus olhos"                       | Tempo de Amar Vol. 2             | Tema geral                                 |
| 2021 | "Explode coração"                           | Um lugar ao sol                  | Tema geral                                 |

Zizi ainda fez participação no espetáculo Palácio Avenida - A Grande História de Natal em 2020, acompanhada de sua filha Luiza Possi.